# Fallacia accidentis
Fallacia accidentis — помилка внаслідок змішування суттєвого з випадковим, яка полягає в тому, що в ході обговорення чи аргументації звертається увага на характеристики, не важливі для предмету розмови, ігноруючи при цьому характеристики, які мають суттєве значення для обговорення.

Велике значення має вміння віднайти суть дискутованих питань і не втрачати її впродовж усієї дискусії, незважаючи на часті вимушені відхилення від головної теми (дигресії).
Приклад:
Один з товаришів скаржиться іншому: В мене сталося нещастя. Я так пильнував свого птаха! Щодня я виймав шибку з правого вікна і вставляв її до лівого, де її не було, або навпаки, а цей негідник все-таки утік. Як це могло статися? На що зажурений товариш відповів: Почекай, a що це був за птах?